# Gnophos chalcea
Gnophos chalcea är en fjärilsart som beskrevs av Charles Oberthür 1913. Gnophos chalcea ingår i släktet Gnophos och familjen mätare. Inga underarter finns listade i Catalogue of Life.